# Annie Rialland
Annie Rialland, née le 17 mars 1948 à Jans, près de Nantes, est une linguiste française, directrice de recherche émérite du Laboratoire de Phonétique et Phonologie du CNRS (Paris). Ses principaux domaines d'expertise sont la phonétique, la phonologie, la prosodie et les langues africaines. 

## Biographie
En 1978, Rialland soutient sa thèse de doctorat, « Une langue à tons en terrasses, le gulmancema » à l'Université de Paris 5. En 1988, elle défend sa thèse d'État  « Systèmes prosodiques africains : fondements empiriques pour un modèle multilinéaire»  à l'Université de Nice. 
Dès le début, son approche scientifique allie des perspectives phonétiques et phonologiques (phonologie autosegmentale notamment). Au fil des ans, son travail porte sur un large éventail de langues, principalement africaines (de diverses familles linguistiques : Gur, Mandé, Atlantic, Bantu ), mais aussi le français et la langue sifflée de La Gomera. Elle a également dirigé des thèses de doctorat sur la phonétique et la phonologie de langues très diverses (notamment berbère, langues bantoues, et japonais). 

### Carrière au LPP
Avec Jacqueline Vaissière, Rialland a codirigé le Laboratoire de Phonétique et Phonologie (LPP) de l'ILPGA à Paris pendant 15 ans, de 1991 à 2006. Sous leur direction, l'orientation de recherche du LPP s'est tournée vers l'intégration de la phonologie et de la phonétique, sur la base de méthodes expérimentales. 
Pendant ses années d'activité au LPP, Annie Rialland est impliquée dans un certain nombre de projets en collaboration internationaux financés par les principales agences de financement. Elle co-dirige, avec Laura Downing, un projet franco-allemand ANR-DFG, Bantupsyn, consacré à l'interface Phonologie-syntaxe dans les langues bantoues (2009-2012). Rialland est l'un des copilotes de DIAREF, un projet sur l'acquisition du langage des enfants (2010-2013). Annie Rialland est membre du projet franco-allemand ANR-DFG "BULB", qui vise à appliquer des technologies vocales de pointe pour aider à documenter et analyser les langues non écrites (2015-2018).

## Distinctions
Annie Rialland est présidente de la Société de linguistique de Paris en 2016  et elle reçoit un prix d'honneur de la West African Linguistic Society en 2017. 

## Vie privée
Épouse de Nick Clements, phonologue, ils sont les parents de deux enfants, William R. Clements et Celia A. Clements.

## Publications
- Anne Clech-Darbon, Georges Rebuschi et Annie Rialland, The Grammar of Focus, vol. 24, coll. « Linguistik Aktuell/Linguistics Today », 1999, 83 p. (ISBN 978-90-272-2745-4, DOI 10.1075/la.24.04cle, lire en ligne), « Are There Cleft Sentences in French? »
- Laura J. Downing et Annie Rialland, Intonation in African Tone Languages, 2016, 448 p. (ISBN 978-3-11-050352-4, DOI 10.1515/9783110503524, lire en ligne)
- Rialland, « Phonological and phonetic aspects of whistled languages », Phonology, vol. 22, no 2,‎ 2005, p. 237–271 (DOI 10.1017/S0952675705000552)
- Annie Rialland, Tones and Tunes : Typological Studies in Word and Sentence Prosody, vol. 1, coll. « Phonology and Phonetics », 2007, 35–62 p. (ISBN 978-3-11-019057-1, DOI 10.1515/9783110207569.35, lire en ligne), « Question prosody: An African perspective »
- Rialland et Robert, « The intonational system of Wolof », Linguistics, vol. 39, no 5,‎ 2001 (DOI 10.1515/ling.2001.038)